# Paramuricea ramosa
Paramuricea ramosa är en korallart som beskrevs av Wright och Studer 1889. Paramuricea ramosa ingår i släktet Paramuricea och familjen Plexauridae. Inga underarter finns listade i Catalogue of Life.